# 短药异燕麦
短药异燕麦（学名：Helictotrichon potaninii），为禾本科异燕麦属下的一个植物种。